# Зесгаупт
Зеесгаупт (нім. Seeshaupt) — громада в Німеччині, розташована в землі Баварія. Підпорядковується адміністративному округу Верхня Баварія. Входить до складу району Вайльгайм-Шонгау. Центр об'єднання громад Зеесгаупт.
Площа — 29,97 км2. Населення становить 3286 ос. (станом на 31 грудня 2020).

## Галерея